# عین کیحل
عین کیحل (به عربی: عين الكيحل) یک شهرداری در الجزایر است که در استان عین تموشنت واقع شده‌است.
 عین کیحل  ۹٬۵۸۹ نفر جمعیت دارد.